# HD 221287 b
HD 221287 b é um planeta extrassolar que orbita a estrela HD 221287. Foi descoberto em 2007 pelo método da velocidade radial, a partir de 29 medições feitas pelo espectrógrafo HARPS, no Chile, entre fevereiro de 2004 e julho de 2006.
Este planeta tem massa mínima de 3,09 MJ e orbita a estrela a uma distância média de 1,25 UA, levando 456 dias para completar uma órbita. A melhor estimativa para sua excentricidade orbital é de 0,08, mas uma órbita circular ou moderamente excêntrica (e = 0,25) também é possível.
Este planeta está na zona habitável da sua estrela durante toda sua órbita. Simulações indicam que um planeta hipotético de baixa massa localizado em um dos pontos troianos de HD 221287 b seria estável a longo prazo.